# Хордеин
Хордеин — алкалоид класса фенилэтиламинов. В природе встречается в различных растениях. Получил своё название от латинского названия распространённого рода злаковых растений — ячменя (лат. Hórdeum). Химически хордеин является N-метильным производным N-метилтирамина, и N,N-диметильным производным известного биогенного амина тирамина, из которого он производится в процессе биосинтеза и с которым он имеет некоторые общие фармакологические свойства. В настоящее время хордеин широко распространен на рынке в качестве ингредиента пищевых добавок. Производители утверждают, что препарат является стимулятором центральной нервной системы и может способствовать потере веса за счет ускорения метаболизма. В опытах на животных при достаточно больших парентеральных (то есть инъекционных) дозах препарата, было показано, что хордеин вызывает увеличение артериального давления, и другие изменения в работе сердечно-сосудистой, дыхательной и нервной систем. Эти эффекты, как правило, не наблюдаются при пероральном введении препарата у подопытных животных, и практически нет никаких научных данных относительно последствий приема хордеина людьми.

## Происхождение
Впервые об выделении соединения, известного сейчас как хордеин, из природного источника, сообщил Артур Хеффтер в 1894 году. Хеффтер извлек этот алкалоид из кактуса Anhalonium fissuratus (теперь переименованного в Ariocarpus fissuratus), и назвал его «ангалин». Двенадцать лет спустя, Леже независимо изолировал из проросших семян ячменя (Hordeum vulgare) алкалоид, который он назвал хордеин. Эрнст Шпет впоследствии доказал идентичность этих двух алкалоидов и предложил правильную молекулярную структуру этого вещества, за которым в конечном счете закрепилось название «хордеин».
Хордеин содержится в различных видах растений, особенно в кактусах, но был также обнаружен в составе некоторых водорослей и грибов. Он также входит в состав травянистых растений, и в довольно высокой концентрации содержится в проростках злаков, таких как ячмень (Hordeum vulgare) (~0,2 %, или 2000 мкг/г), просо (Panicum miliaceum) (~ 0,2 %) и сорго (Sorghum bicolor) (~ 0,1 %). Рети в своем обзоре природных фенэтиламинов 1953 года, отмечает, что наиболее богатым источником хордеина является кактус Trichocereus candicans (в настоящее время переименован в Echinopsis candicans), в котором содержится 0,5-5 % этого алкалоида.

## Биосинтез
Было показано, что биосинтез хордеина идет путём постепенного N-метилирования тирамина, который сначала превращается в N-метилтирамин, который, в свою очередь, метилируется до хордеина. Первый шаг в этой последовательности осуществляется с помощью фермента тирамин-N-метилтрансферазы (тирамин метилферазы), однако все еще не ясно, отвечает ли тот же самый энзим и за второе метилирование, которое фактически приводит к образованию хордеина.

## Химические свойства
Так как молекула хордеина содержит как основную (аминовую), так и кислую (фенольную) функциональную группу, эта молекула является амфотерной.
Часто встречающиеся соли:
- хордеина гидрохлорид (R-NH3+Cl−)
- хордеина сульфат ((R-NH3+)2SO42−)

Следует отметить, что «метил хордеин HCl», который указан в качестве ингредиента на этикетках некоторых «пищевых добавок», по всей вероятности, является просто хордеина гидрохлоридом, так как описание «метил хордеин HCl» соответствует описанию хордеина гидрохлорида (или, возможно, просто хордеина). Существует пять региоизомерных соединений, которые могли бы соответствовать названию «метил хордеин HCl», если интерпретировать его в соответствии с правилами химической номенклатуры: α-метил хордеин, β -метил хордеин, 2-метил хордеин, 3-метил хордеин, и 4-О-метил хордеин — каждый в форме его соли соляной кислоты. N-метил хордеин более известен как естественный продукт кандицин, однако он не входит в этот список, потому что является солью четвертичного аммония, которая не может быть протонирована и, следовательно, не может образовывать соль HCl.

### Синтез
Первый синтез хордеина был осуществлён Баргером: 2-фенилэтиловый спирт сначала превращается в 2-фенилэтил хлорид с использованием PCl5, в результате взаимодействия этого хлорида с диметиламином образуется N,N-диметил-фенилэтиламин, который затем подвергается нитрованию с использованием HNO3; N,N-диметил-4-нитро-фенилэтиламин восстанавливается до N,N-диметил-4-амино-фенилэтиламина с Sn/HCl; этот амин окончательно преобразуется в хордеин при диазотировании/гидролизе с использованием NaNO2/H2SO4/H2O.
Более эффективный синтез был описан Чангом и его коллегами. Этот синтез начинается с р-метокси-фенилэтилового спирта, который одновременно O-деметилируется и превращается в йодид при помощи нагревания с HI; полученный р-гидрокси-фенилэтил йодид затем нагревают с диметиламином, получая хордеин.

## Хордеин в спортивном питании
Хордеин нашел широкое применение в спортивном питании как жиросжигающий компонент. Исследовательская база хордеина очень скудная, поэтому об эффективности судить сложно. Гипотетически горденин способствует распаду жира за счет увеличения секреции норадреналина — гормона, который придает энергию и вызывает липолиз. Хордеин реализует своё действие за счет стимуляции центральной нервной системы, укрепляя установку на высокоинтенсивный тренинг с большим расходом калорий за счет жира. Кроме того, хордеин улучшает настроение и поднимает общий тонус, а также замедляет переваривание пищи. За счет этого снижается чувство голода, порог насыщения и потребление пищи.

## Спортивные добавки с хордеином
- Atro-Phex от BSN
- Lipo-6x от Nutrex
- Mitotropin от Gaspari Nutrition
- Liquid Clenbutrx Hardcore от VPX
- Dialene 4x от SciVation
- CryoShock от Neogenix

## Побочные эффекты и особые указания
Строго соблюдать инструкции производителя. Не принимать добавки с горденином, если одновременно принимаются стимуляторы ЦНС, декстрометорфан, нитроглицерин. Хордеин противопоказан при беременности, при заболеваниях сердечно-сосудистой системы.
Хордеин может вызвать повышение давления, бессонницу, головную боль, сердцебиение, учащение пульса, тревожность и нарушения стула.